# ادامسلیس
ادامسلیس (به لاتین: Adamclisi) در رومانی است.